# 克尼茨
克尼茨（德語：Köniz）是位於瑞士西北部的一座城市。屬伯恩州。面積51平方公里。位於瑞士首都伯恩以南。人口38,098人，是瑞士人口最多的15個城市之一。為伯恩州內第四大市和瑞士第12大市。